# 城南町 (横手市)
城南町（しろみなみまち）は、秋田県横手市の町。郵便番号は013-0013。人口は283人、世帯数は110世帯（2020年10月1日現在）。丁目の設定のない単独町名で、全域で住居表示を実施している。旧横手市上野台町・睦成の各一部に相当する。

## 地理
横手地域の中央部に位置し、東方は山地、西で根岸町と隣接する。横手城址を擁する横手公園の東南下の台地に位置し、町名の由来ともなっている。東方にかけて小高い丘陵地となっており、東西を南境を清水沢川が西流する。秋田地方裁判所横手支部が立地。
市内には城西町・城山町という地名があり、いずれも横手公園とその周辺にある。また、根岸町に秋田県立横手城南高等学校という学校があるが、城南は「じょうなん」と読む。
全域が都市計画区域に含まれるが、区域区分非設定区域となっている。都市計画法上の用途地域では全域が第一種低層住居専用地域に指定されている。
- 河川：清水沢川

## 歴史
住居表示が行われる以前は「上野台（こうずけだい）」と呼ばれる地名があり、これは徳川家康の側近で宇都宮城主を務めた本多正純（本多上野介正純公）が、寛永元年（1924年）に出羽国横手に配流され、同14年（1637年）に亡くなり、横手城三の丸に当たるこの地に葬られたことに由来する。
本多正純は、元和8年（1622年）に出羽国山形の最上氏が改易された際、上使として山形城の受取りのため山形に赴いたが、その最中に徳川秀忠より宇都宮城釣天井事件などの11か条の罪状嫌疑を正純へ突きつられ、出羽国由利に配流、5万5,000石に改易。身柄は佐竹義宣に預けられ、のちに出羽国横手の横手城三の丸に当たる高台に居館を新築して幽閉の身となり、寛永14年（1637年）に没した。その後、その幽閉地を本多正純の受領名にちなんで上野台と呼ぶようになった。
当時の墓碑などは残されていないが、1909年（明治42年）に横手区裁判所職員が建立した石碑および案内板がある。

### 町名の変遷
住居表示に関する法律が施行された1962年5月10日以降、旧横手市内においても住居表示が進み、1965年より第一次から第五次にかけて実施された。本地域は第一次地区として1965年4月1日に実施され、現行の城南町はここで誕生した。2004年（平成16年）2月23日にも住居表示が実施され、睦成の一部が城南町となった。
| 実施後 | 実施年月日                | 実施前               |
| ------ | ------------------------- | -------------------- |
| 城南町 | 1965年（昭和40年）4月1日  | 上野台町（一部）     |
| 城南町 | 1965年（昭和40年）4月1日  | 睦成字清水沢（一部） |
| 城南町 | 1965年（昭和40年）4月1日  | 睦成字千手沢（一部） |
| 城南町 | 2004年（平成16年）2月23日 | 睦成字助市沢（一部） |

## 世帯数と人口
2020年（令和2年）10月1日現在の世帯数と人口は以下の通りである。
| 町丁   | 世帯数  | 人口  |
| ------ | ------- | ----- |
| 城南町 | 110世帯 | 283人 |

### 人口・世帯数の推移
以下は国勢調査による1995年（平成7年）以降の人口の推移。
| 年                 | 人口 |
| ------------------ | ---- |
| 1995年（平成7年）  | 310  |
| 2000年（平成12年） | 384  |
| 2005年（平成17年） | 368  |
| 2010年（平成22年） | 344  |
| 2015年（平成27年） | 322  |
| 2020年（令和2年）  | 283  |

以下は国勢調査による1995年（平成7年）以降の世帯数の推移。
| 年                 | 世帯数 |
| ------------------ | ------ |
| 1995年（平成7年）  | 100    |
| 2000年（平成12年） | 126    |
| 2005年（平成17年） | 128    |
| 2010年（平成22年） | 120    |
| 2015年（平成27年） | 118    |
| 2020年（令和2年）  | 110    |

## 小・中学校の学区
市立小・中学校に通う場合、学区（校区）は以下の通りとなる。
| 番地 | 小学校               | 中学校               |
| ---- | -------------------- | -------------------- |
| 全域 | 横手市立横手南小学校 | 横手市立横手南中学校 |

## 交通

### 鉄道
町内に駅はない。最寄り駅は■奥羽本線、■北上線の横手駅。

### 道路
- 奥羽山麓大規模農道（みずほの里ロード）

## 施設

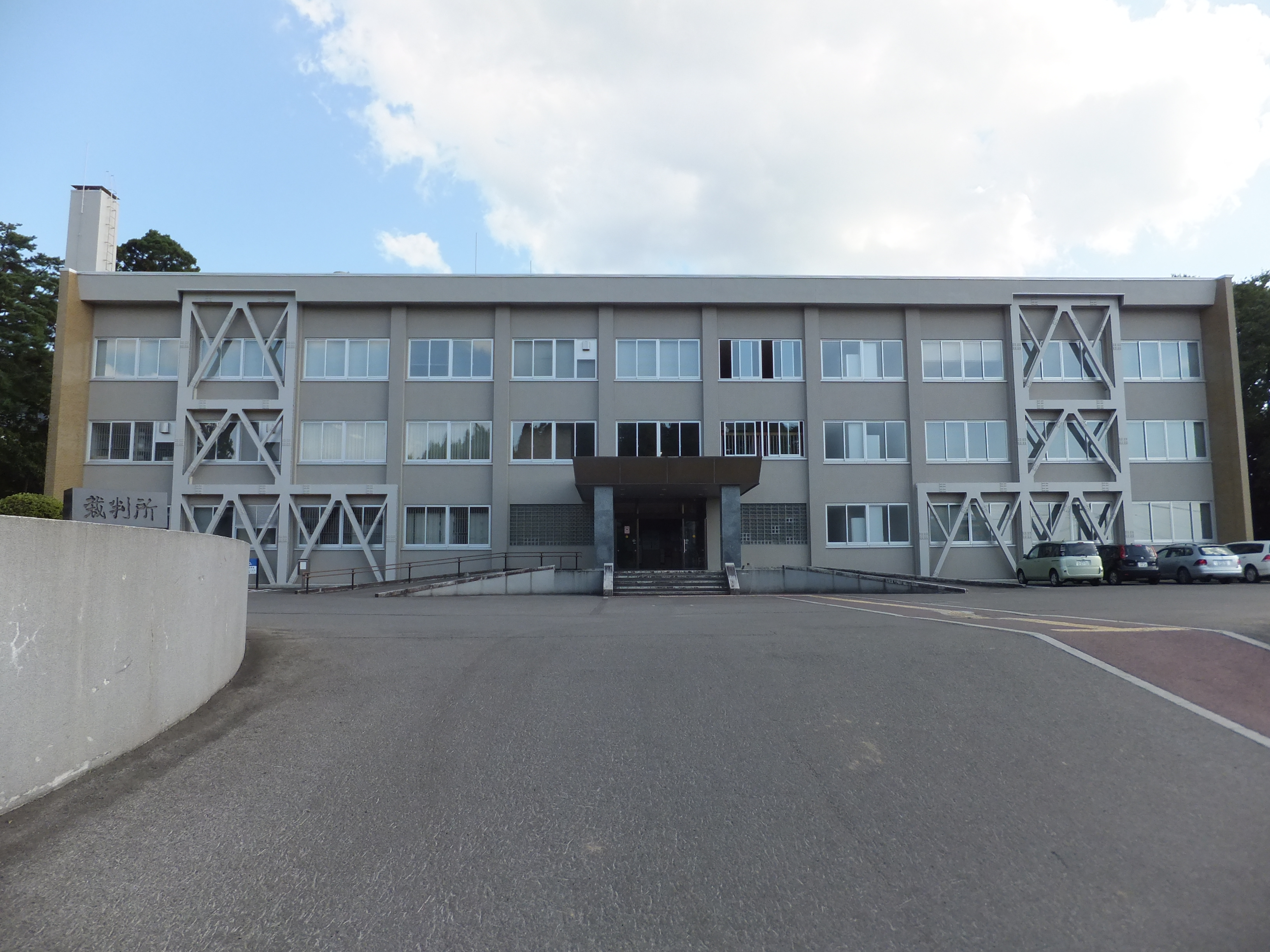
裁判所

- 裁判所
  - 秋田地方裁判所 横手支部
  - 秋田家庭裁判所 横手支部
  - 横手簡易裁判所
- 旧日新館